# Thumal
Thumal, död 929, var motsvarande justitiminister under Abbasidkalifatets åttonde kalif, al-Muqtadir (regerande 908–932). Hennes kön gjorde hennes utnämning till unik i islams historia. 
Thumal var ursprungligen tjänare till kalifens mor, Shaghab, som blev den verkliga härskaren vid sin omyndige sons tronbestigning 908. 
Shaghab förklarade att rättvisan, umma, gynnades av att utövas av en kvinna, och lät 918 utnämna Thumal till mazalins chef eller justitieminister. Det var ett steg som hon genomtvingade trots stor opposition, och som i historien har omtalats som ett bevis på al-Muqtadirs dekadans. Thumal har i historien fått ett gott betyg för sin tjänst som justitiminister, särskilt för reformen om att sänka avgifterna för rättsmål, som gjorde att också fattiga kunde driva mål till domstol. 
På grund av hennes kön har hennes ämbetstid ändå beskrivits i arabisk historia som en "skandal vars like inte har setts i vår tid".